# سوب ديرسو
سوب ديرسو (بالإنجليزية: Sope Dirisu)‏ هو ممثل إنجليزي ولد في 9 يناير 1991.

## الأعمال

### أفلام
| السنة | الفيلم  | الدور  |
| ----- | ------- | ------ |
| 2025  | الأخدود | جيه دي |

## وصلات خارجية
- سوب ديرسو على موقع IMDb (الإنجليزية)
- سوب ديرسو على موقع قاعدة بيانات الفيلم (الإنجليزية)